# Svanasana
Svanasana (Sanskriet voor hondhouding) is een veelvoorkomende houding of asana. Een onjuiste benaming voor de Hondhouding is Marjariasana, dat een synoniem is voor Kathouding.
Svanasana is een naam die vaak onjuist aan de Tafelhouding wordt gegeven. Beide houdingen verschillen echter van elkaar en worden op andere momenten ingezet.
Twee andere en eveneens veel voorkomende hondhoudingen zijn de Omlaagkijkende Hond en de Omhoogkijkende Hond).
| Sanskriet       | vertaling                   |
| svana           | hond                        |
| asana           | houding (letterlijk: 'zit') |
| bharman, pitham | tafel                       |
| go              | koe                         |
| mukha           | gezicht                     |

## Beschrijving
Breng de handen naar de grond en kom in de kruiphouding. De ruggengraat staat in een rechte lijn. De handpalmen staan recht onder de schouders en de bovenbenen staan in een rechte hoek met de ondergrond. Adem in en strek de stuit omhoog, waardoor de rug gebogen wordt en de buik naar beneden gaat. Spreid de vingers wijd uit elkaar en duw de handpalmen naar beneden. Laat de schouders zakken en houd het hoofd omhoog. Blijf enkele in- en uitademhalingen in deze houding.
De Tafel is een houding die vaak gecombineerd wordt in de wisselwerking met de Tafelhouding en de Kat. De houding is komt ook voor in combinatie met de Omhoogkijkende Hond of de Cobra.